# Nemzeti Bajnokság I 2011-12
La Nemzeti Bajnokság I 2011-12 fue la 110.ª temporada de la Primera División de Hungría. El nombre oficial de la liga fue OTP Bank Liga por razones de patrocinio. La temporada inició el 15 de julio de 2011 y finalizó el 27 de mayo de 2012. El campeón fue el club Debreceni VSC, que consiguió su 6° título de liga en su historia, además de conseguir el doblete al vencer en la final de la Copa de Hungría al club MTK Budapest.
Los dieciséis clubes en competencia disputan dos ruedas con un total de 30 partidos disputados por club. Al final de la temporada, los dos últimos clasificados descienden y son sustituidos por los campeones de los dos grupos de la NB2, la segunda división de Hungría.

## Equipos
MTK Budapest y Szolnoki MÁV FC terminaron la temporada 2010/11 en los dos últimos lugares y por lo tanto fueron relegados a sus respectivas divisiones en la NB2.
Los dos equipos descendidos fueron reemplazados por los campeones de los dos grupos de la NBII 2010/11, Diósgyőri VTK del grupo "Este" y Pécsi Mecsek FC del grupo "Oeste".
| Club                 | Ciudad         | Estadio                   | Capacidad |
| -------------------- | -------------- | ------------------------- | --------- |
| Debreceni VSC        | Debrecen       | Stadion Oláh Gábor Út     | 9.640     |
| Diósgyőri VTK        | Miskolc        | DVTK Stadion              | 11.300    |
| Ferencvárosi TC      | Budapest       | Albert Flórián Stadion    | 18.100    |
| Győri ETO FC         | Győr           | ETO Park                  | 16.000    |
| Szombathelyi Haladás | Szombathely    | Rohonci úti stadion       | 12.000    |
| Honvéd Budapest      | Budapest       | Bozsik Stadion            | 10.000    |
| Kaposvári Rákóczi FC | Kaposvár       | Rákóczi Stadion           | 7.000     |
| Kecskeméti TE        | Kecskemét      | Széktói Stadion           | 6.300     |
| Paksi SE             | Paks           | Fehérvári úti stadion     | 4.950     |
| Lombard-Pápa TFC     | Pápa           | Perutz Stadion            | 4.500     |
| Pécsi MFC            | Pécs           | PMFC Stadion              | 7.000     |
| BFC Siófok           | Siófok         | Révész Géza utcai stadion | 10.500    |
| Újpest FC            | Budapest       | Estadio Ferenc Szusza     | 13.500    |
| Vasas SC             | Budapest       | Estadio Rudolf Illovszky  | 12.000    |
| Videoton FC          | Székesfehérvár | Sóstói Stadion            | 15.000    |
| Zalaegerszegi TE     | Zalaegerszeg   | ZTE Aréna                 | 9.000     |

## Tabla de posiciones
- Al final de la temporada, el campeón se clasifica para la segunda ronda previa de la UEFA Champions League 2012-13. Mientras que el segundo y tercer lugar en el campeonato más el campeón de la Copa de Hungría disputarán la UEFA Europa League 2012-13.

|                 |     | Equipo               | PJ | PG | PE | PP | GF | GC | DG  | PTS |
| --------------- | --- | -------------------- | -- | -- | -- | -- | -- | -- | --- | --- |
| Clasificó a UCL | 1.  | Debreceni VSC (C)    | 30 | 22 | 8  | 0  | 64 | 18 | +46 | 74  |
| Clasificó a UEL | 2.  | Videoton FC          | 30 | 21 | 3  | 6  | 58 | 19 | +39 | 66  |
|                 | 3.  | Győri ETO FC         | 30 | 20 | 3  | 7  | 56 | 31 | +25 | 63  |
| Clasificó a UEL | 4.  | Honvéd Budapest      | 30 | 13 | 7  | 10 | 48 | 40 | +8  | 46  |
|                 | 5.  | Kecskeméti TE        | 30 | 13 | 6  | 11 | 48 | 38 | +10 | 45  |
|                 | 6.  | Paksi SE             | 30 | 12 | 9  | 9  | 47 | 51 | −4  | 45  |
|                 | 7.  | Diósgyőri VTK (A)    | 30 | 13 | 4  | 13 | 42 | 43 | −1  | 43  |
|                 | 8.  | Haladás Szombathely  | 30 | 9  | 11 | 10 | 39 | 37 | +2  | 38  |
|                 | 9.  | BFC Siófok           | 30 | 9  | 9  | 12 | 30 | 41 | −11 | 36  |
|                 | 10. | Kaposvári Rákóczi FC | 30 | 7  | 14 | 9  | 35 | 42 | −7  | 35  |
|                 | 11. | Ferencváros Budapest | 30 | 9  | 7  | 14 | 32 | 35 | −3  | 34  |
|                 | 12. | Pécsi Mecsek FC (A)  | 30 | 8  | 10 | 12 | 36 | 50 | −14 | 34  |
|                 | 13. | Újpest Budapest      | 30 | 8  | 8  | 14 | 34 | 46 | −12 | 32  |
|                 | 14. | Lombard Pápa         | 30 | 8  | 6  | 16 | 26 | 40 | −14 | 30  |
| Descendió       | 15. | Vasas Budapest       | 30 | 5  | 9  | 16 | 29 | 51 | −22 | 22  |
| Descendió       | 16. | Zalaegerszegi TE     | 30 | 1  | 10 | 19 | 25 | 65 | −40 | 13  |

- MTK Budapest de la NB2, clasificó a la UEFA Europa League 2012-13 como subcampeón de la Copa de Hungría.
- (C) Campeón de la Copa de Hungría.
- (A) Club ascendido la temporada anterior.

|  | Clasificado para la UEFA Champions League 2012-13. |
|  | Clasificado para la UEFA Europa League 2012-13.    |
|  | Descenso a la Nemzeti Bajnokság II.                |

## Máximos goleadores
| Jugador                 | Club          | Goles |
| ----------------------- | ------------- | ----- |
| Adamo Coulibaly         | Debrecen      | 20    |
| Nemanja Nikolić         | Videoton FC   | 19    |
| László Lencse           | Kecskemét     | 15    |
| Danilo de Oliveira      | Honvéd        | 14    |
| Milan Perić             | Kaposvár      | 13    |
| André Alves             | Videoton FC   | 12    |
| Péter Bajzát            | Pécsi MFC     | 11    |
| Dániel Böde             | Paksi SE      | 10    |
| Jarmo Ahjupera          | Győri ETO FC  | 9     |
| José Juan Luque Jiménez | Diósgyőri VTK | 9     |